# Wicked (musical)
Wicked és un musical de Broadway amb música i lletres de Stephen Schwartz i llibre de Winnie Holzman, basat en la novel·la homònima de Gregory Maguire. La història està inspirada en els personatges de la clàssica obra de  L. Frank Baum El màgic d'Oz (1900) de la qual es va rodar una pel·lícula homònima l'any 1939 per Metro-Goldwyn-Mayer. El musical es narra des de la perspectiva de les bruixes de la Terra d'Oz: la trama comença abans i continua després de l'arribada de Dorothy de Kansas a Oz. Wicked explica la història de dues amigues inversemblants, l'Elphaba (la Bruixa Malvada de l'Oest) i la Galinda (que posteriorment passa a anomenar-se Glinda la Bruixa Bona). Ambdues lluiten deixant de banda les seves personalitats oposades i els punts de vista dispars, rivalitatzen entre elles pel mateix amor i les seves reaccions al govern corrupte del Màgic s'allunyen força. Finalment, l'Elphaba esdevé un personatge odiat a les Terres d'Oz per la campanya que es duu a terme en contra seva.
Produït per Universal en coalició amb Marc Platt, Jon B. Platt I David Stone, sota la direcció de Joe Mantello i coreografia per Wayne Cilento, la producció original de Wicked va estrenar a l'octubre de 2003 al Gershwin Teatre de Broadway. Abans però, es van fer unes proves de l'espectacle, els "tryouts" al Curran Teatre (San Francisco) de maig a juny del 2003. Les seves estrelles originals van incloure Idina Menzel en el paper d'Elphaba, Kristin Chenoweth com a Glinda, i Joel Grey encarnant el Màgic. La producció original de Broadway va guanyar tres Premis Tony i sis Drama Desk Awards, mentre el seu àlbum musical amb el repartiment original va rebre un Premi Grammy.
Wicked celebrava el seu desè aniversari a Broadway el 30 d'octubre de 2013. El 9 de febrer de 2018, amb la seva actuació número 5960, va superar Oh! Calcutta!. Aleshores va passar a ser el 7è espectacle més longeu de Broadway. Una actuació acostuma a durar aproximadament dues hores i 30 minuts, amb un entreacte de 15 minuts.
L'èxit de la producció de Broadway ha donat lloc a moltes altres arreu del món, incloent-hi diverses produccions nord-americanes, una producció força longeva al West End de Londres nominada en moltes ocasions als premis Laurence Olivier i una sèrie de produccions internacionals. Des del seu debut l'any 2003, Wicked ha trencat rècords de caixa al voltant del món. Actualment manté rècords en guanys bruts setmanals a Los Angeles, Chicago, St. Louis, i Londres. El segon cap de setmana de gener de 2011, Londres, Broadway i ambdós tours nord-americans van trencar els seus rècords de guanys bruts setmanals. L'última setmana de 2013, a la producció de Broadway, es va trencar aquest rècord un altre cop, guanyant 3.2 milions de dòlars. La producció del West End i la gira nord-americana han aconseguit cadascuna més de dos milions d'espectadors.
El març de 2016, Wicked va superar els 1.000 milions de dòlars en els seus ingressos a Broadway, quedant just darrere de The Phantom of the Opera i The Lion King . El juliol de 2017, Wicked superava  The Phantom of the Opera passant a ser el segon show de Broadway amb més ingressos, una mica per sota de The Lion King.

## Idea i desenvolupament

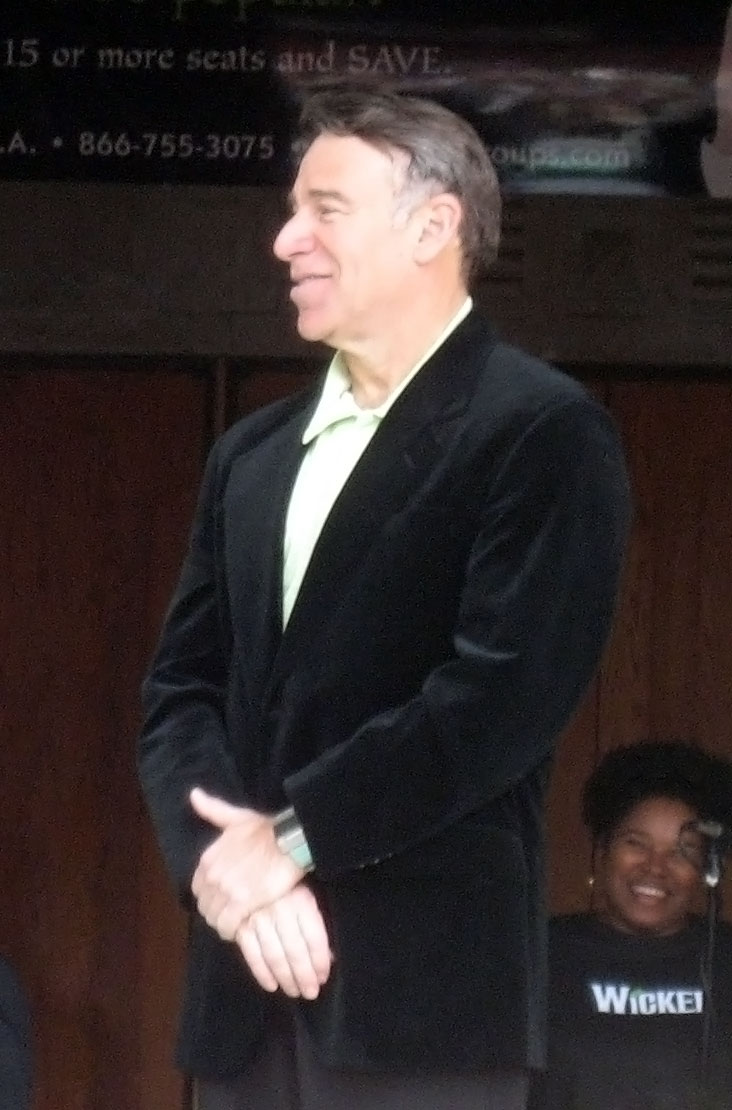
Compositor i lletrista de Wicked, Stephen Schwartz

El compositor i lletrista Stephen Schwartz va descobrir la novel·la Wicked: La Vida i Temps de la Bruixa Malvada de l'oest, escrita el 1995 per l'escriptor Gregory Maguire. Va fer-ne la descoberta mentre estava de vacances i va veure'n el potencial per a fer-ne una adaptació dramàtica. Maguire, tanmateix, havia alliberat els drets a Universal Studios, que pensava fer una adaptació cinematogràfica de l'obra. Schwartz va persuadir Maguire per atorgar els drets per fer una producció teatral alhora també va cridar l'atenció del productor d'Universal Marc Platt que va veure viabilitat al projecte d'Schwartz. Persuadit, Platt va signar la producció del projecte juntament amb Universal i David Stone.
La novel·la, descrita com una anàlisi política, social i ètica de la naturalesa de la bondat i la maldat, té lloc a la Terra de Oz, els anys que precedeixen l'arribada de Dorothy. La història se centra en l'Elphaba, la incompresa, llesta, i vehement noia de pell verda-maragda que creix fins a esdevenir la Bruixa Malvada de l'Oest; i Galinda, la maca, rossa, noia popular que creix fins a esdevenir Glinda, la Bruixa Bona del sud. La història és dividida en cinc seccions diferents, basades en la ubicació de la trama, i presenten els personatges i esdeveniments de L. Frank Baum a El màgic d'Oz (1900) i la seva adaptació cinematogràfica del 1939, però d'una forma alternativa. L'historia pretén fer raonar a l'espectador què significa veritablement ser "Malvat", i si les intencions bones amb resultats dolents tenen el mateix valor que intencions dolentes amb resultats dolents. Schwartz va plantejar-se com condensar la trama densa i complicada de la novel·la en un guió sensat. Per a aquest fi, va col·laborar amb l'escriptor guanyador d'un Premi Emmy, Winnie Holzman, per a desenvolupar l'esbós de la trama en el transcurs d'un any mentre s'anava reunint amb el productor Marc Platt per a refinar l'esbós estructural de l'espectacle, creant pràcticament una peça teatral original més que no pas fent una adaptació estricta de la feina de Maguire.
Mentre l'esborrany va seguir la idea de Maguire quant a la narració de la història des la perspectiva del principal dolent de la pel·lícula del 1939, el guió de l'adaptació teatral s'allunya força de la novel·la. Deia Holzman, en una entrevista a Playbill, "va ser una idea brillant [de Maguire] el fet d'agafar aquesta figura odiada i explicar les coses des del seu punt de vista, i per tenir les dues bruixes com a companyes d'habitació a la Universitat, però la manera en què la seva amistat es desenvolupa –i realment la trama sencera– és diferent al musical." Schwartz va justificar la desviació, dient "Principalment ens vam interessar en la relació entre Galinda –que esdevé Glinda– i Elphaba (…) L'amistat d'aquestes dues dones i com els seus caràcters les dirigeixen a camins completament diferents." A més d'aquest canvi d'enfocament, hi ha altres modificacions importants de la trama, que inclouen a Fiyero com l'espantaocells, la supervivència d'Elphaba al final, Nessarose utilitzant una cadira de rodes enlloc de néixer sense braços, Boq i el seu continuu interès amorós per Glinda -i finalment esdevenint l'home de llauna en comptes de Nick Chopper-, s'elimina el naixement de Liir, Fiyero no té muller ni fills, i el Doctor Dillamond no acaba assassinat.
El llibret, lletres i partitures pel musical van ser desenvolupats a través d'una sèrie de lectures. Per aquests tallers de desenvolupament, Kristin Chenoweth, l'actriu guanyadora d'un Premi Tony, que Stephen Schwartz tenia al cap mentre componia la música pel personatge, es va unir al projecte com a Glinda. Stephanie J. Block va encarnar l'Elphaba durant tots els tallers (va ser l'Elphaba original en la 1a Gira Nacional i es va unir al repartiment de Broadway més tard), abans que la intèrpret Idina Menzel fos triada per al repartiment de l'obra a finals del 2000. A principis del 2000, els creadors van contractar el productor de Nova York David Stone, el qual va començar la transició de la producció dels tallers a una pròpiament de Broadway. Joe Mantello va ser presentat com a director i Wayne Cilento com a coreògraf, mentre que el dissenyador guanyador del premi Tony, Eugene Lee, va crear l'escenografia i l'estil visual per a la producció, basada en les il·lustracions originals de WW Denslow per a les novel·les de Baum i el concepte de la història de Maguire a través d'un rellotge. La dissenyadora de vestuari, Susan Hilferty, va crear un estil "fantasia Edwardiana" amb més de 200 disfresses, mentre que el dissenyador d'il·luminació, Kenneth Posner, va utilitzar més de 800 llums individuals per donar a cadascuna de les 54 escenes i llocs diferents "el seu estat d'ànim". A l'abril de 2003, s'havia reunit un repartiment complet i l'espectacle es va estrenar.

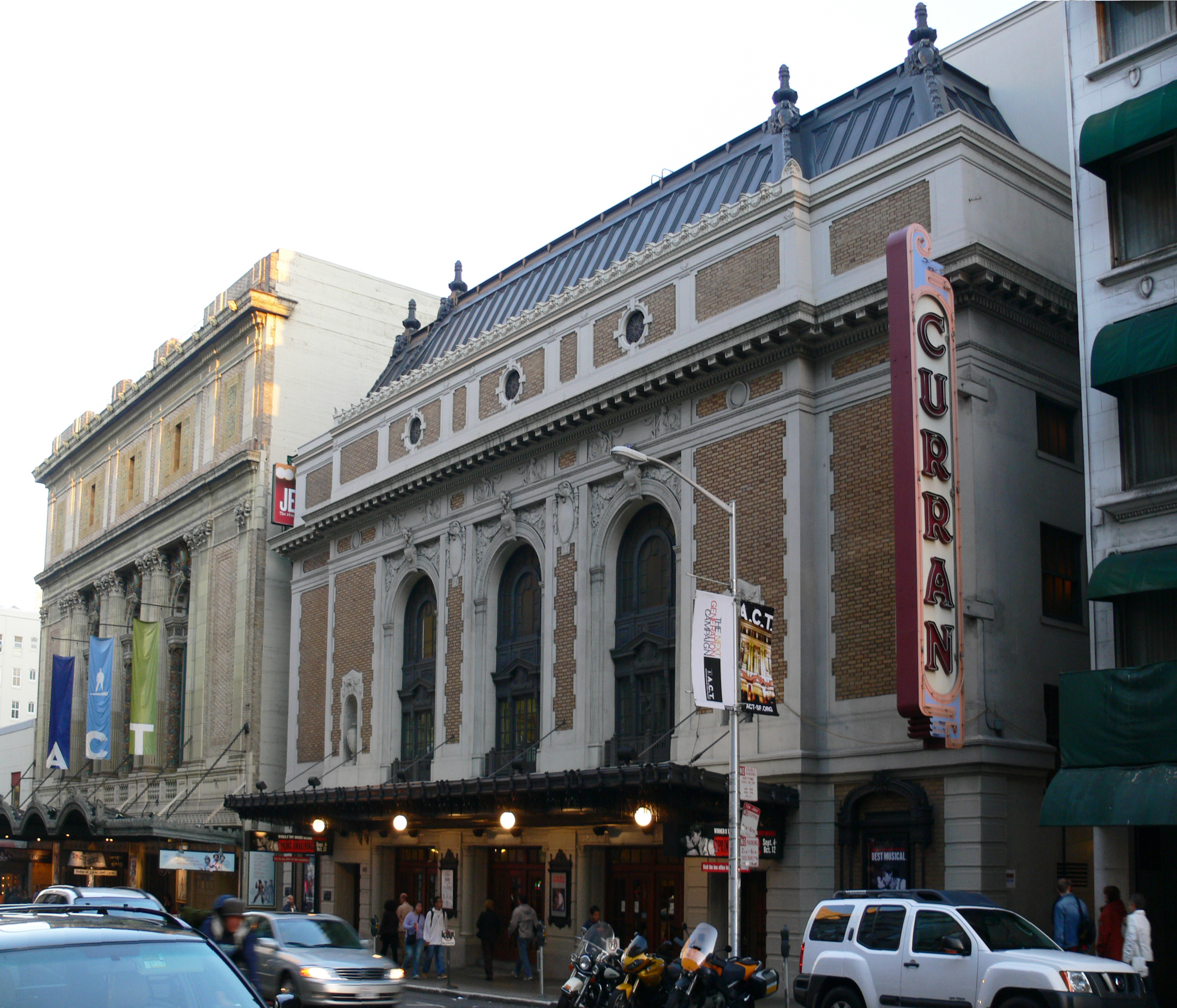
El Curran Teatre a San Francisco, on Wicked va fer el seu debut

El 28 de maig del 2003, es va celebrar la primera actuació de Wicked al Teatre Curran de San Francisco, com a inici de les proves de SHN pre-Broadway. Després d'obrir-se oficialment el 10 de juny del 2003, i va estar-s'hi la resta del mes fins a acabar el 29 de juny. La reacció de l'audiència va ser majoritàriament positiva i, tot i que els crítics tendiren a elogiar l'estètica i l'espectacle del programa, van criticar-ne el llibret, les partitures i la coreografia Dennis Harvey, de Variety, va comentar positivament la producció "elegantment dissenyada", "dissenyada amb calma" i "elegantment realitzada"; tanmateix no en va aprovar un llibret "mediocre", lletres "trilloses" i música "en general genèrica", mentre que Karen D'Souza, del San José Mercury News, va escriure que "l'estil sobre la substància és el veritable tema d'aquesta ciutat maragda". Veient la tèbia resposta, l'equip creatiu va començar a fer-hi grans modificacions, polint l'obra abans de portar-la a Broadway. Winnie Holzman va declarar: "Stephen [Schwartz] assenyadament insistí a tenir tres mesos per reescriure-la, entre el moment en què vam tancar a San Francisco i l'inici d'assajos a Nova York. Això fou crucial, això canvià del tot la vida de l'espectacle. Aquest moment va ser el que va fer que funcionés la obra ".
Es van reescriure elements del llibre mentre diverses cançons van experimentar petites transformacions. Això va incloure l'amputació de "What Way is the Party?", la cançó introductòria del personatge Fiyero, que posteriorment va ser reemplaçada per "Dancing Through Life", a causa del temor de Schwartz que la primera no reflectia adequadament la "declaració de la filosofia vital d'en Fiyero" A més, hi havia la preocupació que l'Elphaba de Menzel "quedés una mica eclipsada" per la Glinda de Chenoweth El crític del "San Francisco Chronicle", Robert Hurwitt, va escriure: "La brillant intensitat de Menzel, Elphaba, la bruixa malvada, [necessita] una oportunitat a fi sostenir-se al costat de la Glinda de Chenoweth, gloriosament, insidiosa i escumejant", de manera que l'equip creatiu va començar a fer que el seu personatge fos "més destacat". Sobre el tema de les revisions de Broadway, Schwartz va recordar: "Estava clar que hi havia feina per fer i revisions per fer en el llibre i la partitura. La comunitat crítica, francament, ens va ser molt útil. Les ressenyes eren en conjunt honestes i constructives, a diferència de Nova York, on els crítics ja les havien decidides abans de venir al teatre "." El 30 d'octubre de 2003, el musical es va estrenar a Broadway.

## Trama
Primer Acte
Els ciutadans d'Oz estan celebrant que la Bruixa Malvada de l'Oest, Elphaba, ha mort ("No One Mourns the Wicked"). Glinda arriba i un ciutadà li pregunta si ella i Elphaba eren amigues. Ella admet que, malauradament, ho eren, això porta Glinda a explicar-los la història de com es van convertir en millors amigues. Un flashback que comença amb una escena a l'escola, la Universitat de Shiz, on arriba l'Elphaba. L'Elphaba era la filla del governador de Munchkinland, però es reflecteix que és el producte d'una aventura entre la dona del governador i un desconegut misteriós i la seva ampolla de "elixir verd", aquest elixir probablement fa que Elphaba neixi amb la pell verda. El seu pare va renegar d'ella i va colmar amb tot el seu afecte a la seva germana menor, Nessarose, que és discapacitada físicament i que utilitza una cadira de rodes. Les dues germanes van a la Universitat de Shiz, on també hi estudia la bella i popular Glinda ("Dear Old Shiz"). Quan el seu pare s'acomiada, li dona a la Nessarose un parell de sabatilles d'argent. La directora, Madame Morrible, decideix prendre a Nessarose sota la seva protecció, deixant a Elphaba i Glinda com a companyes d'habitació. Elphaba intenta recuperar la seva germana i la seva ira es manifesta físicament en una explosió. Madame Morrible reconeix que té poders especials i decideix ensenyar la seva bruixeria. Explica a Elphaba que els seus poders podrien permetre treballar amb el meravellós màgic d'Oz, quelcom que Elphaba sempre ha somiat ("The Wizard and I"). Tota aquesta situació esdevé en un sentiment mutu d'odi entre Elphaba i Galinda ("What is this Feeling?"). Lluiten contínuament, fins i tot en les seves classes, com la classe d'història amb el Dr. Dillamond, l'únic professor animal a la universitat, que comença a patir discriminació. Ell li diu a Elphaba que hi ha una conspiració per evitar que els Animals parlin, i ella vol que el mag ho sàpiga, perquè segurament ho aturarà ("Something Bad").
Mentrestant, el príncep Fiyero arriba a Shiz i comparteix la seva filosofia de vida ("Dancing Throug Life"). Tots ells decideixen celebrar una festa al vespre. Boq, un Munchkin que ha desenvolupat un amor platònic en Glinda, intenta convidar-la a la festa, però ella el convenç perquè convidi a la Nessarose per llàstima, deixant-la lliure per anar amb en Fiyero. La Nessarose està fascinada i explica la seva germana com Glinda l'ha ajudat a tenir una cita, per primera vegada. Quan Glinda regala un barret lleig a l'Elphaba per portar-lo a la festa, Elphaba ho pren com un acte de bondat. A la festa aquell vespre en Boq intenta explicar-li a la Nessarose la veritable raó per la qual l'ha convidat, però és massa agradable per ferir els seus sentiments. Ella continua enamorant-se d'ell. Madame Morrible arriba a la festa per dir a Glinda que pot unir-se a la seva classe de bruixeria, sota la sol·licitud de l'Elphaba. La mateixa Elphaba arriba, amb el barret de bruixa, i es troba els altres estudiants rient i mirant mentre ella balla sola i de forma barruera. Glinda se sent penedida i se'n va a ballar amb Elphaba. Aviat tothom s'uneix a elles, i les dues noies es miren l'una a l'altre amb una nova llum.
Enrere en la seva habitació, continuen a vincle. De tornada a la seva habitació, continuen reforçant la seva nova amistat. Glinda decideix regalar a Elphaba un canvi de look ("Popular"). Quan Elphaba arriba a classe l'endemà, Fiyero veu la influència de Glinda i li diu a Elphaba que no necessita canviar. El doctor Dillamond entra a dir a la classe que ha estat excomunicat. L'Elphaba vol ajudar, però ningú ho farà amb ella. Després, presenten als estudiants la gàbia, que permetrà que els animals estiguin controlats, de manera que mai no aprenguin a parlar. La fúria d'Elphaba no es pot contenir i esdevé en un caos màgic, ella i en Fiyero roben el cadell de Lleó a la gàbia i escapen.
Fiyero està desil·lusionat pel que ha passat, però és portat per la passió d'Elphaba. Ella comença a enamorar-se d'ell i comparteixen un moment tendre abans de sortir per alliberar el cadell de lleó. Elphaba es recorda que és inútil desitjar que passi alguna cosa entre ells ("I'm Not that Girl"). La senyora Morrible ve i li diu que el mag ha decidit reunir-se amb ella. Nessarose i Glinda venen a veure-la, i Fiyero no vol que marxi sense acomiadar-se d'ella. Glinda intenta guanyar el seu respecte canviant el seu nom a "Glinda", en solidaritat amb el Dr. Dillamond, que era incapaç de pronunciar el nom de forma correcta. Però en Fiyero no està impressionat, diu adéu a l'Elphaba. Elphaba convida la Glinda a la ciutat esmeralda amb ella ("One Short Day").
Les noies es troben amb el mag, que resulta no ser tan intimidant com pensaven ("A Sentimental Man"). Ell promet a Elphaba que concedirà la seva sol·licitud si es prova a si mateixa. Apareix Madame Morrible; Ella és la nova "Secretaria de premsa" del Mag. Ella dona a Elphaba un antic llibre d'encanteris, anomenat "Grimmerie", que només els màgics molt dotats poden llegir. Demanen a Elphaba que intenti fer un encanteri de levitació al mico criat del mag, Chistery. No obstant això, l'encanteri no va tal com l'Elphaba planeja i d'en Chistery broten unes ales, i s'adona que el mag és el darrere de la supressió dels animals. Acaba de realitzar l'encanteri sobre tots els micos. Elphaba s'adona que el mag no té poders; és simplement un frau. Li ofereix a ella i a Glinda tot el que han volgut si l'ajuden, però Elphaba no està disposada a fer-ho. Ella fuig, i per evitar que la veritat surti, la senyora Morrible divaga sobre Elphaba i diu que és "malvada". Això només reafirma la creença d'Elphaba de que no ha de deixar que ningú la sostingui. Realitza l'encanteri de levitació que afecta a una escombra i consegueix volar ("Defying Gravity").
Segon Acte
Un temps més tard, l'oposició d'Elphaba al règim del mag l'ha fet guanyar el títol de "La Bruixa Malvada de l'Oest". Glinda s'ha convertit en el front públic positiu del règim del mag, qui li ha atorgat el títol de "Glinda la bona" i posicionada per Morrible com a defensora de la nació contra la Bruixa. Una conferència de premsa per celebrar el nomenament de Fiyero com a Capità de la Guàrdia (una posició que ha acceptat per trobar l'Elphaba) és espatllada pels rumors de la multitud sobre la bruixa, incloent-hi el rumor que l'aigua pot fondre a la Bruixa. Fiyero és incrèdul i no està convençut per la insistència de Glinda que Elphaba no vol ser trobada. Ell s'enfada encara més quan Morrible anuncia el seu compromís amb Glinda i se'n va. Glinda intenta mantenir un front alegre per a la premsa, però és clar que s'adona que la seva vida de somni té un alt cost ("Thank Goodness").
Elphaba fa una visita a la Nessarose, que ara és la governadora de Munchkinland després de la mort del seu pare. La Nessarose diu que va "morir avergonyit" quan va escoltar el que l'Elphaba va fer. Nessarose ha anat llevant els drets dels Munchkins en un intent desesperat de mantenir en Boq al seu costat. Elphaba intenta convèncer la seva germana de que l'ajudi a plantar cara al mag, però Nessarose està més preocupada pels seus propis problemes. Elphaba intenta ajudar donant a Nessarose el poder de caminar convertint les sabatilles d'argent en les "Sabatilles de Rubins". Convençuda que Boq ara ja l'estimarà, Nessarose el crida, però ell només veu això com una prova que ja no el necessita i dimiteix. Ferida, Nessarose pren el llibre d'encanteris a l'Elphaba i intenta fer un encanteri perquè Boq s'enamori d'ella. No obstant això, l'encanteri fracassa, convertint-la en la "Bruixa Malvada de l'Est", reduint el cor de Boq. Elphaba utilitza un altre encanteri per salvar-li la vida, si és en una condició lleugerament diferent de la que tenia abans. Quan Boq desperta, es disgusta en descobrir el seu nou estat d'home de llauna, i Nessarose li diu que ha estat l'Elphaba qui li ha fet.
Elphaba torna al palau del màgic per alliberar els micos servents i es troba amb el mateix màgic. Tracta una vegada més per convèncer-la de treballar amb ell, dient-li que no és malvat, només un home normal que va arribar a la seva posició per casualitat, va portar a romandre per la reverència dels ozians, i ofereix canviar la reputació d'Elphaba ("Wonderful"). Gairebé es guanya la seva confiança de nou, fins que veu el doctor Dillamond, que ha perdut el poder de parlar. Fiyero i els guàrdies entren, seguits de la Glinda. Fiyero ajuda a Elphaba a escapar i decideix anar-se'n amb ella. Encara que té un cor trencat, Glinda recorda al mag i la Madame Morrible que la forma de recuperar Elphaba és fer-la pensar que la seva germana està en problemes, i ella anirà a rescatar-la. Ella plora perquè en Fiyero no l'estima ("I'm Not that Girl, Reprise").
Elphaba i Fiyero són sorpresos per la força dels seus sentiments i prometen estar junts sempre ("As Long As You're Mine"). La seva felicitat s'interromp quan Elphaba té de sobte una visió d'una casa que vola pel cel i creu que la Nessarose està en perill. Abans que l'Elphaba surti a investigar, en Fiyero li parla sobre un castell que la seva família posseeix perquè pugui refugiar-se.
Glinda i Elphaba es tornen a trobar al lloc on Nessarose ha estat aixafada per una casa amb una noia anomenada Dorothy a l'interior. Impulsades per la rivalitat per l'amor d'en Fiyero, les dues tenen una acalorada discussió. Els guàrdies arriben, i l'Elphaba descobreix que la Glinda ha organitzat la seva captura. Fiyero també arriba i pren d'ostatge a la Glinda fins que l'Elphaba pot escapar. Glinda demana als guàrdies que no li facin mal, però no l'escolten mentre s'emporten en Fiyero al camp on l'interrogaràn i torturarán per revelar el parador d'Elphaba. Elphaba intenta llançar un encanteri per protegir-lo, però li afecten les limitacions del seu poder. Ella decideix que a partir d'aquest moment, estarà a l'altura de la seva reputació com la bruixa malvada de l'Oest ("No Good Deed").
Mentrestant, els ciutadans d'Oz, esperonats per la senyora Morrible i el testimoni d'en Boq, es preparen per a la caça de bruixes amb l'objectiu de rescatar la Dorothy de les urpes de la bruixa dolenta. Glinda s'adona que Morrible, que pot controlar el clima, és la responsable de la mort de la Nessarose, però quan s'enfronta a ella, Morrible li diu que també té sang a les mans. Glinda fuig amb horror per advertir a l'Elphaba mentre la multitud enfurismada es dirigeix a Kiamo Ko per matar-la. ("March of the Witch Hunters").
De tornada a Kiamo Ko, Elphaba ja ha capturat a Dorothy, negant-se a alliberar-la fins que renunciï a les sabatilles de Nessarose, l'únic que li queda de la seva germana morta. La Glinda viatja al castell d'Elphaba per advertir-la del perill i persuadir-la perquè deixi anar la Dorothy. Elphaba es nega fins que rep una carta que diu que Fiyero ha mort. Les dues dones es perdonen, i reconeixen que han comès errors. Per ajudar-la en el seu futur, Elphaba dona el Grimmerie a Glinda. Les amigues s'abracen per última vegada abans de dir-se adéu ("For Good"). A mesura que arriba la multitud, Elphaba li diu a Glinda que s'amagui, i ella mira impotentment des de les ombres mentre Dorothy llança una galleda d'aigua a Elphaba, que sembla desintegrar-se. S Glinda veu que tot el que queda de la seva amiga és el seu barret negre i la petita ampolla d'elixir verd.
A la ciutat esmeralda, Glinda s'enfronta al bruixot amb l'ampolla d'Elphaba, que ell reconeix que es identica a la seva. Era el pare biològic d'Elphaba i el causant de la seva pell verda. L'invaeix la tristesa, i Madame Morrible suposa que els poders d'Elphaba eren tan forts perquè era fill de dos mons. Glinda desterra el màgic d'Oz i envia a Madame Morrible a la presó per assassinat.
Mentrestant, al castell, Fiyero (ara un espantaocells) arriba al lloc on Elphaba es va fondre. Assegurant-se que ningú està mirant, colpeja el terra i surt d'una porta oculta l'Elphaba, viva; tot ha estat una estrategia per convèncer els seus enemics de la seva mort i assegurar-se el seu futur amb Fiyero, transformat en espantaocells pel seu encanteri. Abans de marxar, Elphaba lamenta que mai tornarà a veure a Glinda i no li pot dir que estan vius. Simultàniament, tornant al punt de partida del musical, Glinda promet a la gent d'Oz guanyar-se el títol adequadament com a Glinda la bona. A mesura que la gent ho celebra i Glinda plora, Elphaba i Fiyero deixen Oz junts, per sempre. ("Finale") 

## Repartiment

### Membres de repartiment original
| Personatges       | Broadway               | West End           | 1a Gira Nacional       | 2a Gira Nacional | Austràlia          |
| ----------------- | ---------------------- | ------------------ | ---------------------- | ---------------- | ------------------ |
| Elphaba           | Idina Menzel           | Idina Menzel       | Stephanie J. Block     | Marcie Dodd      | Amanda Harrison    |
| Glinda            | Kristin Chenoweth      | Helen Dallimore    | Kendra Kassebaum       | Heléne Yorke     | Lucy Durack        |
| Fiyero            | Norbert Leo Butz       | Adam Garcia        | Derrick Williams       | Colin Donnell    | Rob Mills          |
| El Mag            | Joel Grey              | Nigel Planer       | David Garrison         | Tom McGowan      | Rob Convidat       |
| Madame Morrible   | Carole Shelley         | Miriam Margolyes   | Carol Kane             | Marilyn Caskey   | Maggie Kirkpatrick |
| Boq               | Christopher Fitzgerald | James Gillan       | Logan Lipton           | Ted Ely          | Anthony Callea     |
| Nessarose         | Michelle Federer       | Katie Rowley Jones | Jenna Leigh Verd       | Kristine Reese   | Penic McNamee      |
| Doctor Dillamond  | William Youmans        | Martin Pilota      | Timothy Britten Parker | David DeVries    | Rodney Dobson      |
| Elphaba (Standby) | Eden Espinosa          | Kerry Ellis        | N/D                    | Carrie Manolakos | Jemma Rix          |
| Glinda (Standby)  | Laura Bell Bundy       | Annalene Beechey   | N/D                    | N/D              | Erin Hasan         |

## Números musicals
| Primer Acte - "No One Mourns the Wicked" - Glinda i els ciutadans d'Oz, la mare d'Elphaba, el pare d'Elphaba, la matrona i l'amant. - "Dear Old Shiz" - Estudiants i Galinda - "The Wizard and I" - Madame Morrible i Elphaba - "What is this feeling?" - Galinda, Elphaba i estudiants - "Something Bad" - Doctor Dillamond i Elphaba - "Dancing Throug Life" - Fiyero, Boq, Nessarose, Galinda i estudiants - "Popular" - Glinda - "I'm Not That Girl" - Elphaba - "The Wizard and I (Reprise)" - Elphaba i Madame Morrible - "One Short Day! - Elphaba, Glinda i els ciutadans de la ciutat esmeralda/Coral de Wizomania. - "A Sentimental Man" - Mag - "Defying Gravity" - Elphaba, Glinda, guàrdies i ciutadans d'Oz | Segon Acte - "No One Mourns the Wicked (Reprise)" - Ensemble - "Thank Godness" - Glinda, multitud i senyora Morrible - "The Wicked Witch of East" - Nessarose, Boq i Elphaba - "Wonderful" - Wizard i Elphaba - "I'm Not That Girl (reprise)" - Glinda - "As Long as You're Mine" - Elphaba i Fiyero - "No Good Deed" - Elphaba - "March of the Witch-Hunters" - Boq and Ensemble - "For Good" - Elphaba i Glinda - "A Sentimental Man (Reprise)" - Mag - "Finale: No One Mourns the Wicked (Reprise II) / For Good (Reprise)" - Glinda, Elphaba i Ensemble |

## Enregistraments
El 16 de desembre de 2003, Universal Music va publicar un enregistrament en el disc de la producció original de Broadway. Totes les cançons que apareixen a l'escenari estan presents a la gravació a excepció de "The Wizard and I (Reprise)" i "The Wicked Witch of East". La breu representació de "No One Mourns the Wicked" que obre l'acte II s'adjunta al començament de "Thank Goodness". La música va ser arranjada per Stephen Oremus, que també era director musical i director de música i James Lynn Abbott, amb orquestracions de William David Brohn L'enregistrament va rebre el premi Grammy al Millor Àlbum de Show Musical l'any 2005 i va ser certificat platí per la RIAA el 30 de novembre de 2006  L'àlbum va ser certificat platí doble el 8 de novembre de 2010. Una edició especial del cinquè aniversari de l'enregistrament original del repartiment de Broadway es va estrenar el 28 d'octubre de 2008, amb un CD addicional que incloïa temes de les gravacions del repartiment alemany i japonès, "Making Good", una cançó posteriorment reemplaçada per "The Wizard and I" - cantada per Stephanie J. Block amb Schwartz al piano, "I'm Not that Girl" de Kerry Ellis (amb Brian maig a la guitarra), el remix dance del "Defying Gravity" d'Idina Menzel i "For Good" cantada per LeAnn Rimes i Delta Goodrem
Un enregistrament de la producció alemanya de Stuttgart va ser sortir al mercat el 7 de desembre de 2007, amb una llista de cançons i els arranjaments idèntics als de l'enregistrament de Broadway. La gravació del repartiment japonès va ser llançada el 23 de juliol de 2008, amb el repartiment original de Tòquio. Es destaca per ser l'únic àlbum original de l'espectacle que inclou el diàleg de Glinda a "Finale.

## Produccions de l'espectacle
| Producció                              | Teatre | Estrena                | Final                   | Notes |
| -------------------------------------- | --- | ---------------------- | ----------------------- | --- |
| San Francisco                          | Curran Theater | 10 de juny de 2003     | 29 de juny de 2003      | Producció de debut. Pre-Broadway Proves; el repartiment transferit a Broadway                                                                         |
| Broadway                               | Gershwin Theater | 30 d'octubre de 2003   | Segueix en l'actualitat | La més longeva fins ara; van llançar l'enregistrament del repartiment original.                                                                       |
| 1a Gira Nacional Nord-americana        | Diversos | 31 de març de 2005     | 15 de març de 2015      | Primera ubicació: Toronto, Canadà. Nit d'estrena retardada a causa de la lesió de Stephanie J. Bloc.                                                  |
| Chicago                                | Ford Centre- Oriental Theater | 13 de juliol de 2005   | 25 de gener de 2009     | Transferit a la 2a Gira Nacional Nord-americana |
| West End                               | Apollo Victoria Theater | 27 de setembre de 2006 | Segueix en l'actualitat | Premiere britànica de Wicked. Primera producció oficial plena a fora dels Estats Units.                                                               |
| Los Angeles                            | Pantages Theater | 21 de febrer de 2007   | 11 de gener de 2009     | Transferit a San Francisco |
| Tòquio                                 | The Dentsu-Shiki Theater | 17 de juny de 2007     | 6 de setembre de 2009   | Primer producció en llengua japonesa i asiàtica, replica de la producció original (van llançar al mercat un enregistrament en CD); Transferit a Osaka |
| Stuttgart                              | Paladium Theater | 15 de novembre de 2007 | 29 de gener de 2010     | Primera producció en llengua alemanya (van llançar al mercat un enregistrament en CD); Transferit a Oberhausen                                        |
| Melbourne                              | Regent Theater | 12 de juliol de 2008   | agost 9, 2009           | Primera producció australiana; Transferit a Sydney |
| San Francisco                          | Orpheum Theater | 6 de febrer de 2009    | 5 de setembre de 2010   | Segona producció californiana |
| 2a Gira Nacional Nord-americana        | Diversos | 12 de març de 2009     | Actualment corrent      | Primera ubicació: Fort Myers, Florida. |
| Sydney                                 | Capitol Theater | 12 de setembre de 2009 | 26 de setembre de 2010  | Transferit a Gira Nacional australiana |
| Osaka                                  | Osaka Shiki Theater | 11 d'octubre de 2009   | 13 de febrer de 2011    | Transferit a Fukuoka |
| Oberhausen                             | Metronom Theater | 5 de març de 2010      | 2 de setembre de 2011   | |
| Helsinki                               | Helsinki City Theatre | agost 26, 2010         | 4 de maig de 2011       | Primera producció no-replica de l'original. |
| Copenhaguen                            | Det Ny Teater | 12 de gener de 2011    | 29 de maig de 2011      | No-replica de l'original. |
| Gira Nacional australiana              | QPAC, Brisbane Festival Centre, Adelaide Burswood Theatre, Perth | 25 de gener de 2011    | 11 de setembre de 2011  | Nit d'estrena retardada a causa de les inundacions de Queensland; transferit a Gira Nacional asiàtica                                                 |
| Fukuoka                                | Canal City Theatre | abril 3, 2011          | agost 28, 2011          | Transferit a Nagoya |
| Nagoya                                 | Shin Nagoya Musical Theater | 25 de setembre de 2011 | 2 de setembre de 2012   | |
| Gira Nacional asiàtica                 | Grand Theater, Singapore/ Bluesquare Samsung Electronics Hall | 9 de desembre de 2011  | 7 d'octubre de 2012     | Producció en llengua anglesa ; Transferit a Gira Nacional Australio-asiàtica.                                                                         |
| Scheveningen                           | AFAS Circus Theater | 6 de novembre de 2011  | 11 de gener de 2013     | Primera producció en llengua holandesa |
| Tòquio                                 | The Dentsu-Shiki Theatre | agost 3, 2013          | 16 de novembre de 2014  | Primera producció de ressorgiment |
| IRA/de Regne Unit Gira Nacional        | Diversos | 17 de setembre de 2013 | 25 de juliol de 2015    | Primera ubicació: Manchester, Anglaterra ubicació Final: Salford, Anglaterra                                                                          |
| Australasian Gira nacional             | The Civic, Auckland, New Zealand[ CCP Main Theater, Manila, Philippines Melbourne, Sydney, Brisbane, Perth; Australia | 21 de setembre de 2013 | 28 de juny de 2015      | Primera ubicació: Auckland, Nova Zelanda. |
| Ciutat de Mèxic                        | Teatro Telcel | 17 d'octubre de 2013   | 18 de gener de 2015     | Primera producció en llengua Espanyola, replica de l'original.                                                                                        |
| Seül                                   | Charlotte Theater | 22 de novembre de 2013 | 5 d'octubre de 2014     | Primera producció en coreà, replica. |
| São Paulo                              | Teatro Renault | 4 de març de 2016      | 18 de desembre de 2016  | Primera en llengua portuguesa. Record de l'escenari més gran utilitzat mai en una producció de Wicked                                                 |
| Sapporo                                | Hokkaido Shiki Theatre | 3 de maig de 2016      | 6 de novembre de 2016   | |
| Daegu                                  | Keimyung Arts Center | 18 de maig de 2016     | 19 de juny de 2016      | Primer ressorgiment de llengua coreana. Es va transferir a Seül                                                                                       |
| Seül                                   | Opera Theater at Seoul Arts Center | 12 de juliol de 2016   | agost 28, 2016          | Primera producció de ressorgiment de llengua coreana                                                                                                  |
| Gira internacional                     | The Alhambra Theatre, Bradford Grand Theater, Singapore Lyric Theatre (HKAPA), Hong Kong The Theatre at Solaire, Manila Shanghai Cultural Square, Shanghai Tianqiao Performing Arts Center, Beijing Guangzhou Opera House, Guangzhou | 13 de juliol de 2016   | 2 de juliol de 2017     | Producció en llengua anglesa |
| Segona IRA/de Regne Unit Gira Nacional | Diversos | 15 de novembre de 2017 | Segueix en l'actualitat | Primera ubicació: Zuric, Suïssa. |